# Бор-Малявинка
Бор-Малявинка — упразднённая в 1968 году деревня в Старооскольском районе Белгородской области России.

## География
Расположено было на реке Оскол, выше по течению места впадения реки Убля.

## История
В 1968 г. Указом президиума ВС РСФСР деревни Бор-Малявинка и Бор-Анпиловка были фактически объединены в единый населенный пункт, названный Анпиловкой.

## Транспорт
Бор-Малявинка была доступна автомобильным, водным и железнодорожным транспортом.